# Хурайс – Шедгам
Хурайс – Шедгам — газопровід на сході Саудівської Аравії.
У 2009 році повторно ввели в розробку супергігантське нафтове родовище Хурайс, що продукує чимало попутного газу. Газопереробний завод Хурайс провадить дегідрацію та вилучає зріджені вуглеводневі гази, проте після цього все ще потрібно провести очищення від сірководню. Останнє відбувається на розташованому дещо менше ніж за півтори сотні кілометрів на схід газопереробному заводі Шедгам, до якого проклали газопровід діаметром 950 мм.